# Новий Змигород (гміна)
Новий Змигород (пол. Gmina Nowy Żmigród) — сільська гміна у східній Польщі. Належить до Ясельського повіту Підкарпатського воєводства.
Станом на 31 грудня 2011 у гміні проживало 9377 осіб.

## Територія
Згідно з даними за 2007 рік площа гміни становила 104,54 км², у тому числі:
- орні землі: 64,00%
- ліси: 24,00%

Таким чином, площа гміни становить 12,59% площі повіту.

## Села
Березова, Дошниця, Гориці, Грабанина, Явір’я, Кути, Лежини, Лиса Гора, Маковисько, Митарка, Митар, Ненашів, Новий Змигород, Садки, Селиська Жмигородські, Скальник, Соснини, Старий Змигород, Токи.

## Населення
Станом на 31 грудня 2011:
| Опис     | Загалом | Загалом | Чоловіки | Чоловіки | Жінки | Жінки |
| -------- | ------- | ------- | -------- | -------- | ----- | ----- |
| одиниця  | осіб    | %       | осіб     | %        | осіб  | %     |
| все      | 9377    | 100     | 4683     | 49.94    | 4694  | 50.06 |
| міське   | 0       | 100     | 0        |          | 0     |       |
| сільське | 9377    | 100     | 4683     | 49.94    | 4694  | 50.06 |

## Релігія
До виселення лемків у 1945 році в СРСР та депортації в 1947 році в рамках операції Вісла села гміни належали до греко-католицьких парафій Дуклянського деканату:
- парафії Дошниця — Галбів, Дошниця,  Березова, Явір’я, Кути, Скальник
- парафії Перегримка —  Змигород[4].

## Сусідні гміни
Гміна Новий Жміґруд межує з такими гмінами: Дембовець, Дукля, Кремпна, Осек-Ясельський, Тарновець, Хоркувка.